# Pitín
Pitín (deutsch Pitin, früher Pittin) ist eine Gemeinde in Tschechien. Sie liegt drei Kilometer östlich von Bojkovice und gehört zum Okres Uherské Hradiště.

## Geographie
Pitín befindet sich im Nordwesten der Weißen Karpaten auf dem Gebiet des Naturparks CHKO Bílé Karpaty. Das Dorf liegt im Tal des Flüsschens Olšava. Nördlich erheben sich die Plošti (467 m) und Louky (419 m), im Nordosten die Kozice (512 m), südöstlich die Klemůvka (643 m), Hradisko (648 m) und Měřiny (593 m) sowie im Süden der Salaš (564 m) und Pitínský vrch (535 m). Anderthalb Kilometer nördlich liegt die Trinkwassertalsperre Kolelač. Die Wlarabahn führt von West nach Nordwest in einer Bahnschleife um den gesamten Ort. Sechs Kilometer südöstlich verläuft die Grenze zur Slowakei. Zur Gemeinde gehören auch etwa 20 Paseken auf der Kopanice bei Žítková.
Nachbarorte sind Rudimov, Vasilsko, Kolelač und Slavičín im Norden, Hostětín und Šanov im Nordosten, Podsedky, Jabloní und Kochavec im Osten, V Podlesí im Südosten, Žítková und Bzová im Süden, Krhov und Říčky im Südwesten, Bojkovice im Westen sowie Přečkovice im Nordwesten.

## Geschichte
Die erste schriftliche Erwähnung des zur Herrschaft Světlov gehörigen Dorfes Pytyn erfolgte am 9. Januar 1412 als Besitz der Sternberger. 1418 setzte Eliška Světlovská von Sternberg Jaroslav von Sternberg als Mitbesitzer ein. Nach dessen Tod in der Schlacht bei Vyšehrad verkaufte Eliška 1420 die Herrschaft an den späteren Kaiser Sigismund. Nach dessen Tod wurde seine Witwe Barbara von Cilli Besitzerin von Světlov. Aus dem Besitz der Böhmischen Krone gelangte die Herrschaft an Heinrich von Leipa und schließlich an den ungarischen Raubritter Pankraz von Svätý Mikuláš. Nachdem dieser zu einer Landplage geworden war, kauften die mährischen Stände die Burgen Engelsberg und Světlov auf und veräußerten sie an Burian von Vlčnov. In den Machtkämpfen zwischen Georg von Podiebrad und Matthias Corvinus wurden die Burgen Starý Světlov und Engelsberg zerstört und blieben wüst. Als Sitz der Herrschaft ließ Ctibor von Landstein 1480 bei Bojkovice die Burg Nový Světlov errichten. Im Jahre 1512 wurde der Ort als Spitín und 1552 als Piitin bezeichnet. 1563 überließ Friedrich Tettauer von Tettau (Bedřich Tetour z Tetova) den Bewohnern des Dorfes die Fluren des wüsten Měřínsko gegen Leistung einer jährlichen Naturalabgabe an Hafer sowie die Ableistung von Frondiensten auf seinem Hof Nový Světlov. Im herrschaftlichen Urbar von 1598 sind für Pitín 48 Anwesen und zwei Mühlen ausgewiesen. Zu den weiteren Besitzern gehörten die Grafen von Kaunitz. 1663 wurde der Ort von den Türken niedergebrannt und elf Bewohner ermordet. Als weitere Namensformen sind aus dem Jahre 1670 Pitiniow, 1718 Spitinov und von 1846 Pittin und Pitín überliefert. Seit 1834 ist in Pitín eine Pfarrschule nachweisbar. Bis zur Mitte des 19. Jahrhunderts blieb Pitín der Herrschaft Světlov untertänig.
Nach der Aufhebung der Patrimonialherrschaften bildete Pytín/Pittin ab 1850 eine Gemeinde in der Bezirkshauptmannschaft Uherský Brod. In der zweiten Hälfte des 19. Jahrhunderts erfolgte der Bau der Straße von Bojkovice über Pitín nach Hrádek na Vlárské dráze. Zwischen 1883 und 1887 wurde die Wlarabahn errichtet und oberhalb des Dorfes des Bahnhof Pitín angelegt. 1888 nahm die Bahn den Verkehr auf. 1899 entstand die Straße von Pitín nach Hostětín. Seit dem Ende des 19. Jahrhunderts hat sich der Ortsname Pitín durchgesetzt. Der Bau eines neuen Schulhauses erfolgte 1902. Im Jahre 1912 wurde wegen der ungünstigen Lage des Bahnhofes im südwestlichen Teil des Dorfes ein Bahnhaltepunkt eingerichtet. Später wurde der Bahnhof aufgegeben und an seiner Stelle eine Überleitstelle eingerichtet. An der Olšava wurden bis in die 1930er Jahre mit der Pavlacký mlýn, Spáčilův mlýn und Pípalův mlýn drei Wassermühlen betrieben. Nach der Aufhebung der Okres Uherský Brod kam Pitín Ende 1960 zum Okres Uherské Hradiště. Zwischen 1964 und 1990 war Hostětín eingemeindet.
Pitín befindet sich im seit 1980 bestehenden Naturpark CHKO Bílé Karpaty, der seit 1996 als UNESCO-Biosphärenreservat ausgewiesen ist. Seit 2004 ist das Gebiet als NATURA 2000-Schutzgebiet nominiert. Am 22. März 2010 besuchte Prinz Charles Pitín.

## Gemeindegliederung
Für die Gemeinde Pitín sind keine Ortsteile ausgewiesen. Zu Pitín gehören die Ansiedlungen Pitínské Paseky und V Podlesí.

## Sehenswürdigkeiten

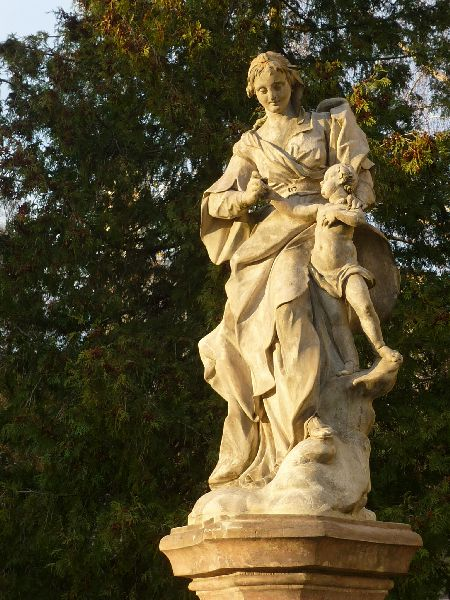
Statue der Jungfrau Maria

- Pfarrkirche des hl. Stanislaus, erbaut 1851 anstelle einer Kapelle
- Betsäule
- Kapelle
- barocke Marienstatue vor der Kirche, geschaffen 1774
- Geburtshaus und Grab des Erzbischofs Matocha

## Söhne und Töchter der Gemeinde
- Josef Karel Matocha (1888–1961), Erzbischof von Olmütz, sein Grab befindet sich auf dem Friedhof von Pitín